# خطوط جونياو الجوية
خطوط جونياو الجوية (بالصينية: 吉祥航空)(بينيين: Jíxiáng Hángkō) هي شركة طيران رئيسية مقرها في شنغهاي، الصين ، وتعمل على الخدمات المحلية والدولية من مطارين (مطار شانغهاي هونغكياو الدولي ومطار شانغهاي بودنغ الدولي).

## نبذة تارخية
تأسست الشركة في عام 2005. كشركة تابعة لشنغهاي (مجموعة جونياو) المحدودة، وبدأت عملياتها في سبتمبر 2006. وسجلت أرباحا صافية بلغت حوالي مليار (161300000 دولار) في عام 2015 .

## الوجهات

### اتفاقيات الرمز المشترك
لدى خطوط جونياو الجوية اتفاقيات الرمز المشترك مع الشركات التالية (اعتبارًا من مايو 2019).
- طيران الصين[2]
- خطوط كل اليابان الجوية[3]
- خطوط شرق الصين الجوية[2]
- إيفا للطيران[4]
- فين إير[5]
- خطوط شينزين الجوية[6]

انضمت خطوط جونياو الجوية تحالف ستار في 23 مايو 2017.

## الأسطول

### الأسطول الحالي
اعتبارًا من يوليو 2022، تشغل خطوط جونياو الجوية الطائرات التالية:
| إيرباص إيه 320           | 31 | — | 8  | 150 | 158 |  |  |  |
| عائلة إيرباص إيه 320 نيو | 18 | — | 8  | 156 | 164 |  |  |  |
| إيرباص إيه 321           | 27 | — | 12 | 178 | 190 |  |  |  |
| عائلة إيرباص إيه 320 نيو | 5  | 1 | 8  | 199 | 207 |  |  |  |
| بوينغ 787                | 6  | 4 | 29 | 295 | 324 |  |  |  |
| المجموع                  | 87 | 5 |    |     |     |  |  |  |

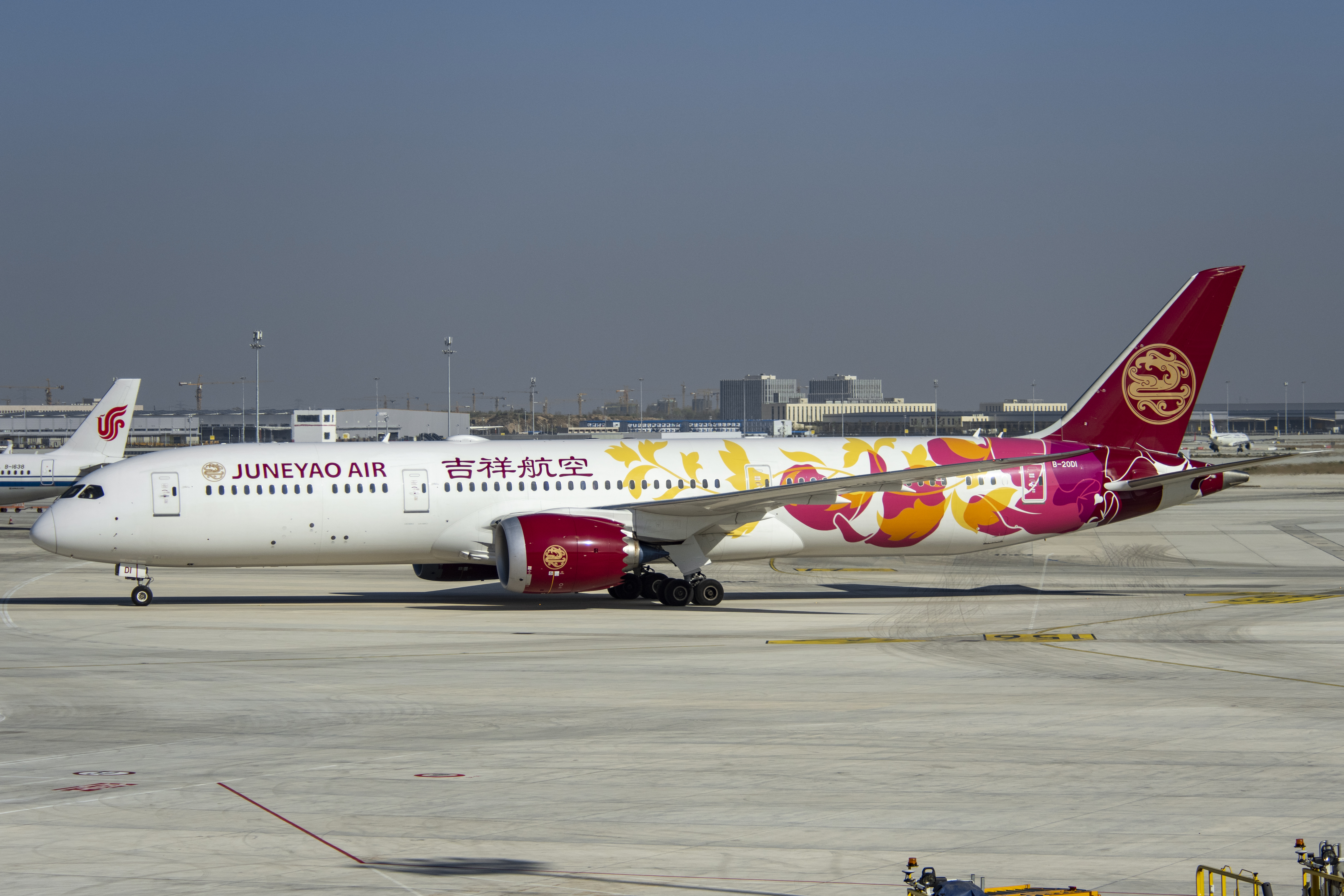
طائرة بوينغ 787-9 تابعة للشركة في مطار بكين داشينغ الدولي

تسلمت شركة الطيران أول طائرة بوينغ 787 في أكتوبر 2018. كانت جونياو إيرلاينز في السابق تشغل أسطول شركة إيرباص بالكامل.

### الأسطول التاريخي
- 3 طائرات إيرباص إيه 320[13][14]